# Berta (królowa Kentu)
Berta, święta Berta lub święta Aldemberga (539–612) – królowa Kentu, której wpływ doprowadził do wprowadzenia chrześcijaństwa do Anglii.

## Życiorys
Berta była córką Chariberta I króla Paryża. Kiedy poślubiła pogańskiego króla Ethelberta I z Kentu, przywiozła ze sobą swojego kapelana Liudharda. Przywróciła chrześcijański kościół w Canterbury, który pochodził z czasów rzymskich, poświęcając go św. Marcinowi z Tours.
Święta Berta miała dwoje dzieci:
- Eadbalda
- Etelburgę